# 滑膜
滑膜（かつまく、英: synovial membrane, synovium）は、関節を構成する要素のひとつ。
関節は関節包につつまれている。この関節包は、外側は線維膜、内側は滑膜からなる。滑膜は厚さ約25μmで、膜といっても基底膜のように細胞が隙間なく並んでいるわけではなく、結合組織の中に線維芽細胞様の滑膜細胞とマクロファージおよび少数のリンパ球が存在する。滑膜そのものがひだを形成し、関節を滑らかに動くようにしている。また滑膜細胞は関節液を産生し、軟骨へ栄養を供給している。関節液にはヒアルロン酸、ラブリシン（lubricin、糖タンパク質の一種）が豊富に含まれる。軟骨には血管がなく、軟骨細胞への栄養は関節液に依存している。そのため滑膜には血管が豊富に分布している。